# Vito Liverani
Vito Liverani, all'anagrafe Vitaliano Liverani (Modigliana, 1929 – Milano, 19 settembre 2020), è stato un fotografo e imprenditore italiano, conosciuto come uno dei maggiori fotografi italiani dello sport. Ha fondato le agenzie fotografiche Olympia (attuale Olycom) e Omega Fotocronache.

## Biografia
Terzo di otto figli, nasce in una famiglia di modeste condizioni a Modigliana (Forlì). All'età di otto anni si trasferisce con la famiglia a Milano (1937). Il padre apre una trattoria, poi fa l'operaio. All'età di undici anni Vito anni lavora come apprendista presso un droghiere. Poi passa ad aiutare un fotografo sessantanovenne che, a causa dell'età, ha problemi di vista. Scatta fotografie da inserire nei documenti. Impara in fretta ad usare le lastre d'argento.
Poco tempo dopo lo studio chiude, così Vito va a fare l'operaio. Ma continua in proprio nel settore della fotografia: esegue ritratti, foto-ricordo, foto di gruppo. Successivamente ha un'esperienza come pugile che dura tre anni. Disputa trentasei incontri. La conoscenza di tutto quello che avviene sul ring e attorno all'incontro gli sarà utile in futuro: infatti dalla passione per il pugilato passa alla fotografia sportiva, in cui si rivelerà un fotografo di primissimo piano. Inizia la collaborazione con la «Gazzetta dello Sport» e con altre testate milanesi («La Notte», «La Patria»). Nel 1958 fonda, insieme con Walfrido Chiarini, la Fotocronache Olympia, specializzata in avvenimenti sportivi (il nome gli viene suggerito da Gianni Brera). È stato a lungo il fotografo ufficiale del Giro d'Italia.
Liverani è autore di alcune tra le più significative immagini degli anni Cinquanta e Sessanta. Tra di esse:
- l'incontro Loi-Ortiz del 1º settembre 1960 con la famosa immagine del volto di Ortiz che si contorce per il pugno dell'italiano;
- la prima fotografia di Fausto Coppi con la sua amante (la famosa “Dama bianca”).

Nel 1980 cede l'Olympia a Chiarini e l'anno seguente fonda Omega Fotocronache, una nuova agenzia fotogiornalistica, tuttora in attività.
In un'intervista ha rivelato di essere il titolare dei diritti d'autore della celeberrima fotografia che immortala Fausto Coppi e Gino Bartali mentre uno passa la borraccia all'altro. L'immagine, entrata nella storia del ciclismo mondiale, ha sempre suscitato l'interrogativo su chi sia stato dei due a cedere la borraccia. La fotografia fu scattata da Carlo Martini sul colle del Galibier durante il Tour de France 1952. Liverani ha spiegato che Martini lanciò una bottiglietta d'acqua (non una borraccia) a Bartali e che questi la passò poi a Coppi.
Liverani si è ritirato dal lavoro attivo nel 2010. Ha dichiarato che i suoi migliori allievi sono Cesare Galimberti e Giancarlo Colombo.
Il suo archivio personale conta quasi dieci milioni di scatti.
Dal 2009 alla morte è stato uno dei probiviri dell'Associazione Benemeriti del Comune e della Provincia di Milano.

## Onorificenze
- Cavaliere della Repubblica
- Ambrogino d'oro